# Ferrofluid

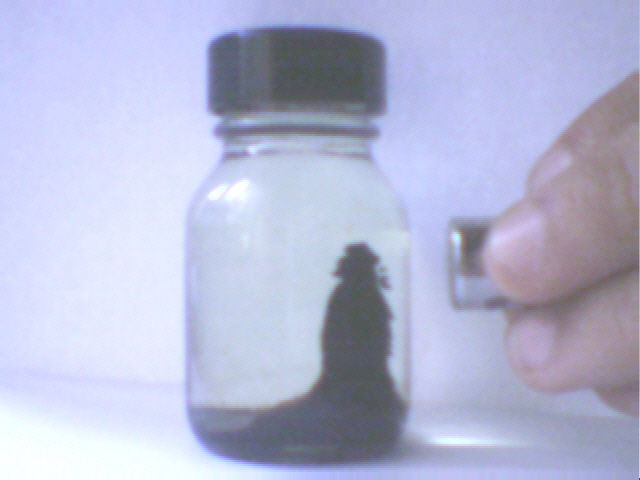
Ein Ferrofluid (im Glas), das auf einen Magneten reagiert.

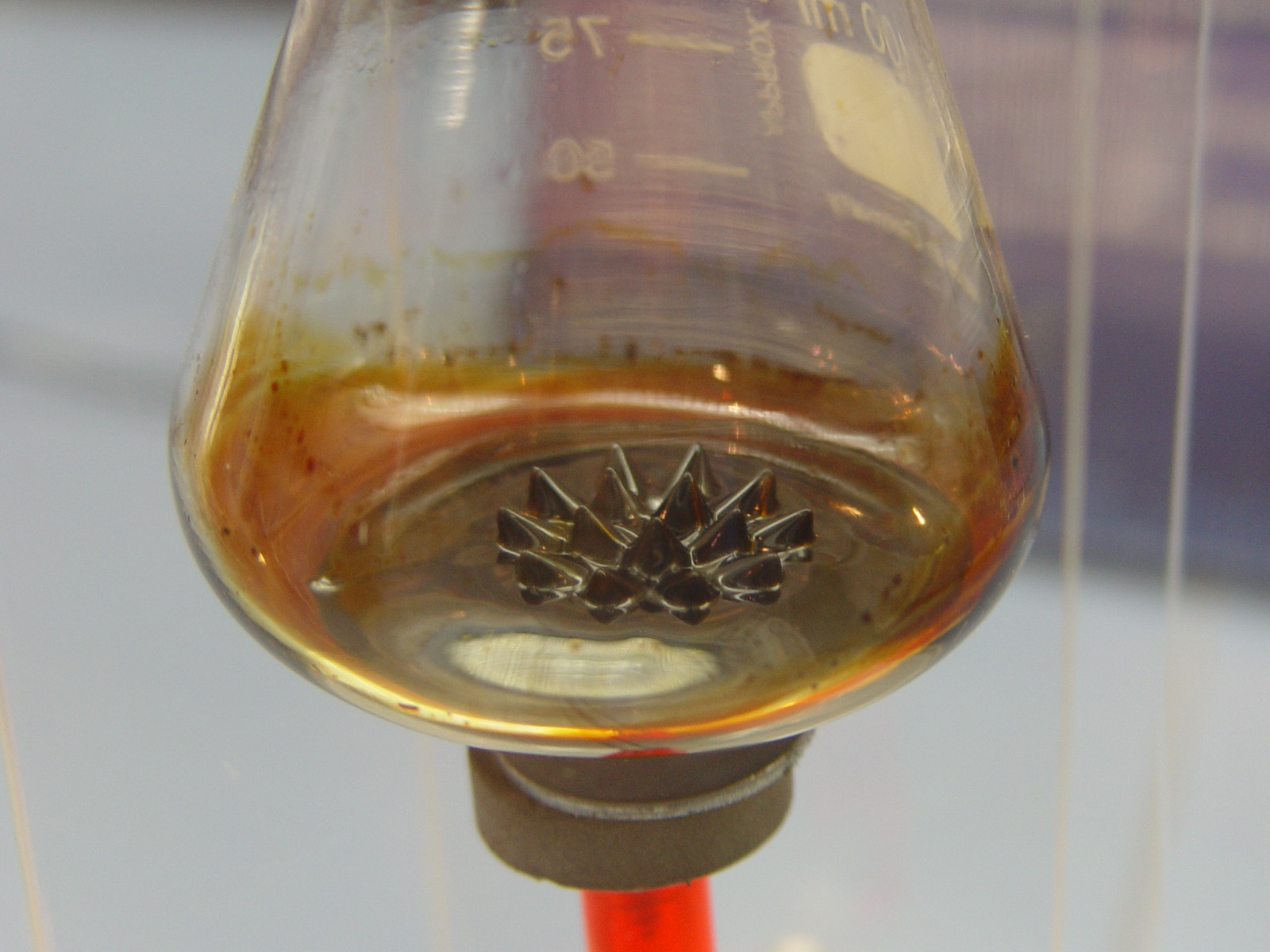
"Igelförmige" Struktur eines Ferrofluids im Magnetfeld.

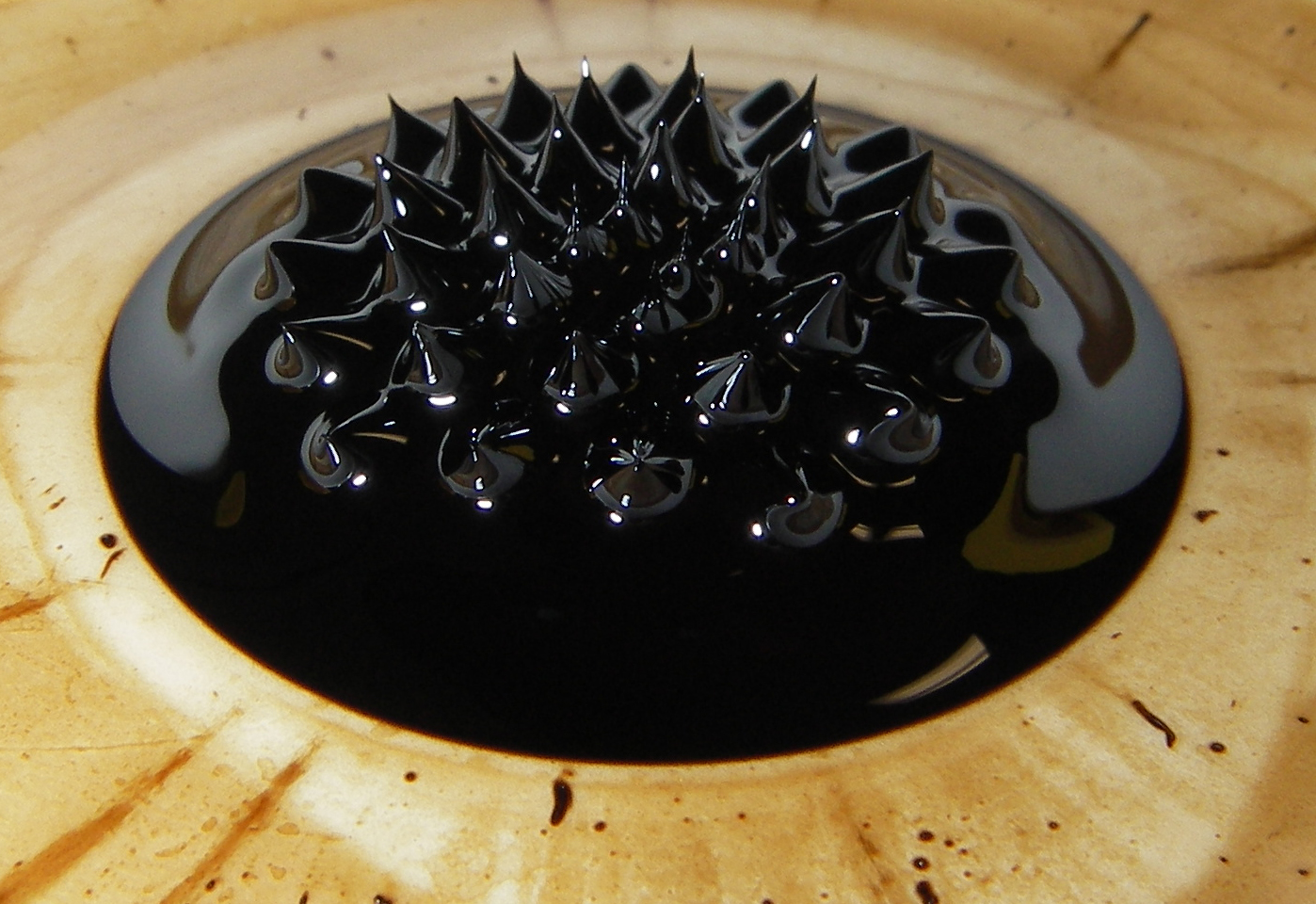
Nahaufnahme einer Struktur.

Ferrofluide sind Flüssigkeiten, die auf magnetische Felder reagieren, ohne zu verfestigen. Sie bestehen aus wenige Nanometer großen magnetischen Partikeln, die in einer Trägerflüssigkeit kolloidal suspendiert sind. Die Partikel werden in der Regel mit einer polymeren Oberflächenbeschichtung stabilisiert.
Echte Ferrofluide sind stabile Dispersionen, was bedeutet, dass sich die festen Teilchen nicht mit der Zeit absetzen und selbst in extrem starken Magnetfeldern nicht aneinander anlagern oder sich von der Flüssigkeit als andere Phase abscheiden.
Ferrofluide sind superparamagnetisch und besitzen eine sehr geringe Hysterese.

## Bestandteile
Die Teilchen bestehen normalerweise aus Eisen, Magnetit oder Cobalt und sind kleiner als eine magnetische Domäne, typischerweise 5–10 nm (Nanometer) im Durchmesser. Die umgebende Flüssigkeit ist normalerweise Öl oder Wasser, seltener Wachs. Tenside werden zugesetzt, um die Suspension stabiler zu machen, indem sich die in Mizellen gebundenen Teilchen aufgrund sterischer Wechselwirkungen gegenseitig abstoßen.

## Verhalten im Magnetfeld
In einem Magnetfeld werden die magnetischen Momente der Teilchen des Magnetofluides tendenziell in dessen Richtung ausgelenkt und erlangen hierdurch eine makroskopische Magnetisierung. Jedoch überwiegt die zufällige Bewegung der Partikel immer noch die Kraft, die sie zusammenzieht; sie bilden keine Ketten, ihre Viskosität ändert sich fast nicht, aber sie neigen dazu, in hochmagnetischen Feldern zu bleiben.
Ferrofluide bilden in Magnetfeldern teilweise sehr interessante dreidimensionale Formen und bei einer Begrenzung auf eine dünne Schicht (z. B. zwischen zwei Glasplatten) Streifenmuster. Dies wird hervorgerufen durch die sich ausrichtenden und abstoßenden Magnetfelder der einzelnen Teilchen, wobei die Kraft der Oberflächenspannung der Flüssigkeit sie jedoch zusammenhält (Stachel- oder Rosensweig-Instabilität, entdeckt 1966 von Ronald E. Rosensweig).
In einem Magnetfeld können Ferrofluide Doppelbrechung zeigen (Cotton-Mouton-Effekt).

### Vergleich mit magnetorheologischen Flüssigkeiten
Im Gegensatz zu Ferrofluiden verfestigen sich magnetorheologische Flüssigkeiten (MRF) in einem Magnetfeld. Sie bestehen aus einer Suspension von magnetischen Teilchen, die 10 Nanometer bis einige Mikrometer messen und damit ein bis drei Größenordnungen größer sind als die der Ferrofluide. Die relativ großen Teilchen der MRF bilden im Magnetfeld Ketten, die die Viskosität („Zähigkeit“) der MRF erhöhen. Das verfestigt die MRF, solange keine Druckkraft einwirkt, die groß genug ist, die Ketten zu brechen.

## Anwendungen

### Industrie
Ferrofluide werden in Lautsprechern verwendet, um die Wärme zwischen der Schwingspule und der Magnetanordnung abzuleiten und um die Bewegungen der Membran passiv zu dämpfen. Sie sitzen da, wo sonst der Luftspalt um die Schwingspule wäre, und werden dort durch das Feld des Permanentmagneten gehalten.
Auf ähnliche Weise werden sie verwendet, um flüssige (und daher verschleißfreie, reibungsarme) Dichtungen um rotierende Wellen durch Wandungen zu bilden. Diese Dichtungen verwendet man für Wellendurchführungen in Vakuumkammern oder Reinräumen, zum Beispiel in einer Festplatte.
Zur Dichtetrennung wird Ferrofluid auf Wasserbasis verwendet. Dabei wird mit einem Magnetfeldgradienten ein weiterer Druck erzeugt, mit dem man auch Körper hoher Dichte schwimmen lassen kann.
Matsushita Electric Industrial Co. produzierte einen Tintenstrahldrucker, der ferrofluide Tinte verwendet (Druckleistung: 5 Seiten pro Minute).

### Messtechnik
Für Ferrofluide gibt es zahlreiche optische Anwendungen aufgrund ihrer Lichtbrechungseigenschaften, d. h. jedes Nanoteilchen, ein „Minimagnet“, reflektiert Licht. Zu diesen Anwendungen gehört die Messung der spezifischen Viskosität einer Flüssigkeit mit Hilfe eines Polarisationsmikroskops.

### Medizintechnik
In der Medizin versucht man, Ferrofluide zur Krebserkennung (Diagnostik) oder mit speziell modifizierten Oberflächen mit angelagerten Wirkstoffen zur Krebstherapie zu verwenden.
Sehr erfolgreich verliefen z. B. Tests mit oberflächenmodifizierten Ferrofluidnanopartikeln, die in Krebszellen eingeschleust wurden und diese dann bei Anlegen eines hochfrequenten Magnetfeldes erhitzten. Diese Wärme wird auf das Zelleninnere übertragen und die Zelle kann somit in ein künstliches Fieber versetzt werden. Damit kann das Tumorwachstum gestoppt und der Tumor unter günstigen Bedingungen auch vollständig entfernt werden. Das deutsche Unternehmen MagForce hat nach erfolgreichem Abschluss klinischer Studien im Jahre 2009 die Zulassung des Verfahrens für die Behandlung des Glioblastoms (Hirntumor) beantragt.